# Teleogryllus mitratus
Teleogryllus mitratus är en insektsart som först beskrevs av Hermann Burmeister 1838.  Teleogryllus mitratus ingår i släktet Teleogryllus och familjen syrsor. Inga underarter finns listade i Catalogue of Life.